# Heinrich Georg Drescher

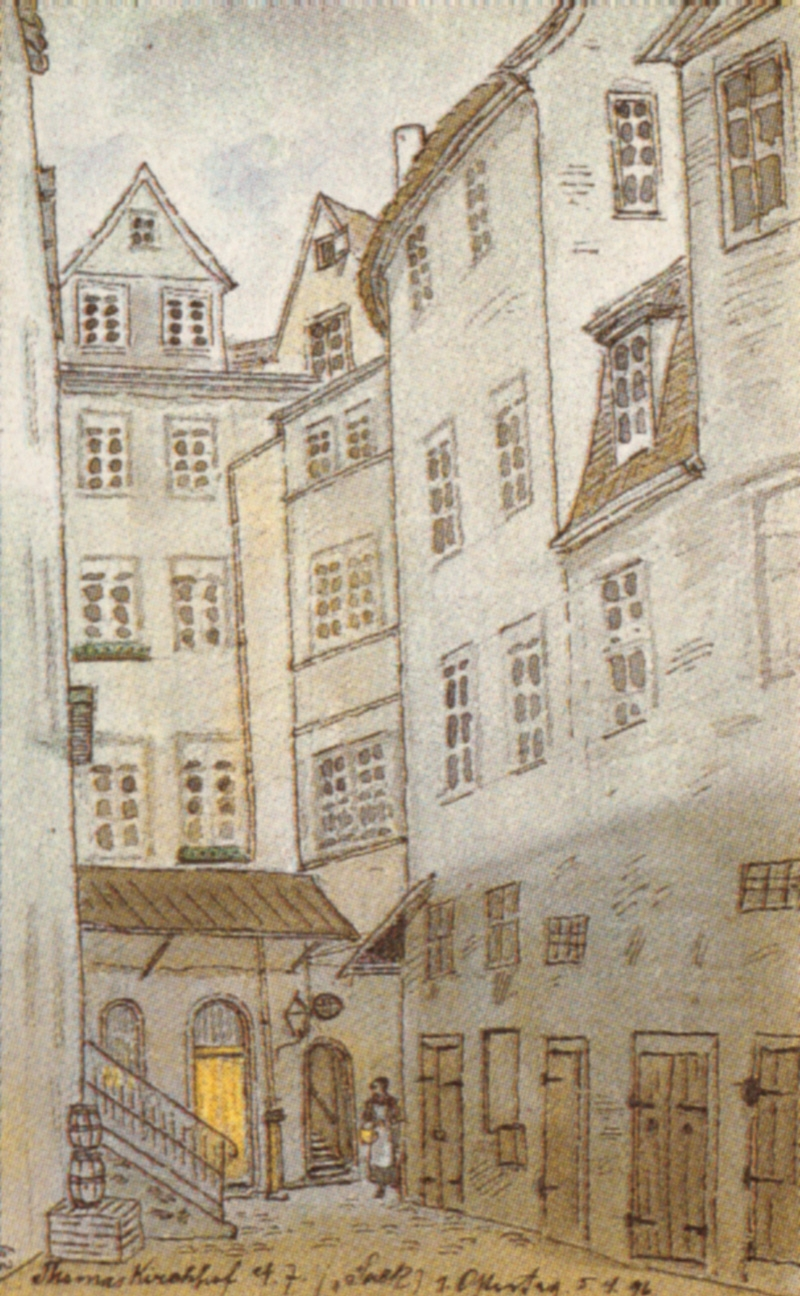
Kolorierte Drescher-Zeichnung: Thomas-Kirchhof 7 („Sack“), 1896

Heinrich Georg Drescher (* 4. Juli 1847 in Leipzig; † 1925 ebenda) war ein deutscher Zeichner und Maler.
Heinrich Georg Drescher war der zweite Sohn des Polizeirats Karl Heinrich Drescher. Er erlernte den Beruf des Kaufmanns und arbeitete als Prokurist in der Dampffabrik für ätherische Öle und Essenzen in der Waldstraße in Leipzig.
Er hatte zeichnerisches Talent und entwickelte sich auf diesem Gebiet als Autodidakt. Sein großes Interesse für seine Heimatstadt Leipzig brachte ihn dazu, Leipzig und seine weitere Umgebung in Zeichnungen und Aquarellen festzuhalten. So füllte er im Laufe seines Lebens 168 Skizzenbücher, die aber auch Motive von weiter entfernten Reisezielen enthalten.
Er versah fast jedes Blatt mit dem genauen Entstehungsdatum. Da Leipzig in den letzten drei Jahrzehnten des 19. Jahrhunderts in seiner Entwicklung zur kapitalistischen Großstadt großen Veränderungen unterworfen war, stellen Dreschers Zeichnungen wichtige anschauliche Belege für die Entwicklung der Stadt dar.
Drescher war langjähriges Mitglied des „Vereins für die Geschichte Leipzigs“ und von 1886 bis 1889 in dessen Vorstand tätig. Als Sechsundsiebzigjähriger übergab er 1923 dem Stadtgeschichtlichen Museum Leipzig seine gesamten Skizzenbücher. Dieses besitzt damit einen nicht alltäglichen Schatz zur Geschichte der Stadt. Eine Auswahl an Zeichnungen und Aquarellen ist in dem 1989 erschienenen Kunstdruckalbum Leipzig um die Jahrhundertwende enthalten.